# Blanca Treviño

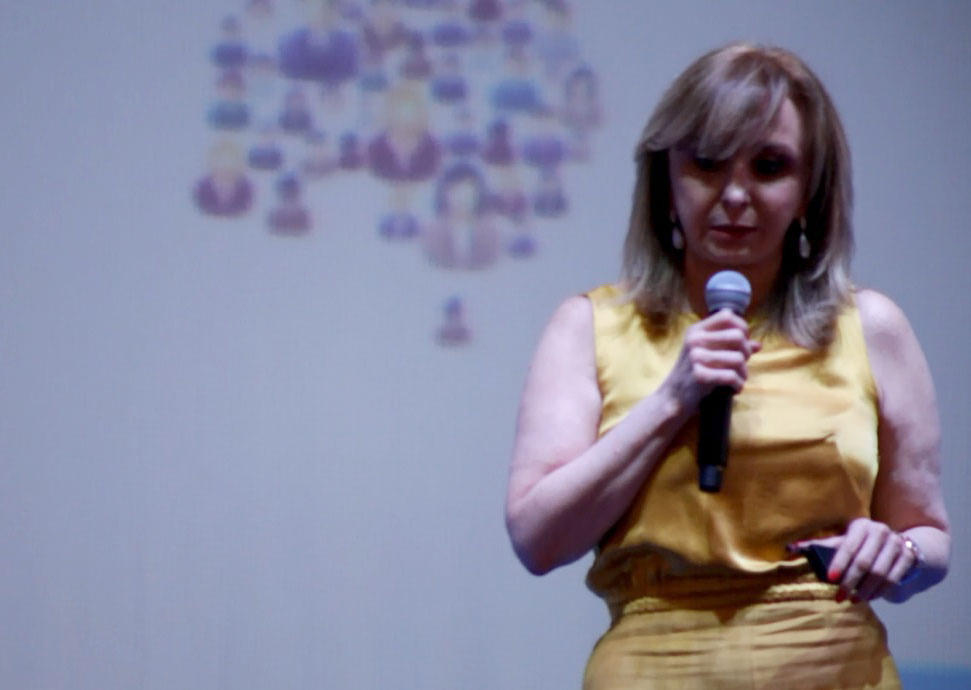
Blanca Treviño

Blanca Avelina Treviño de Vega  (* 8. Mai 1959 in Monterrey, Mexiko) ist eine mexikanische Unternehmerin.  Sie ist Präsidentin und Geschäftsführerin von dem mexikanischen Informations- und Kommunikationstechnologien Unternehmen Softtek.

## Leben und Werk
Treviño erwarb 1981 ihren Bachelor in Computersystemadministration am Instituto Tecnológico y de Estudios Superiores de Monterrey. Danach arbeitete sie bei Grupo Alfa, einem der größten Unternehmen in Monterrey.  Als das Unternehmen sich verkleinerte und sie entließ, gründete sie 1982 zusammen mit neun Partnern das Informationstechnologie-Unternehmen Softtek, bei dem mehr als 12.000 Mitarbeiter in 30 Niederlassungen in Lateinamerika, Europa und Asien beschäftigt sind. 2000 wurde sie Generaldirektorin des Unternehmens und Präsidentin der Geschäftsleitung. Zuvor war sie als Teamleiterin, Vizepräsidentin für Vertrieb und Marketing sowie als General Director of Operations in den USA tätig.
Sie ist Mitglied des Board of Directors der US-Mexico Foundation, einer Stiftung, die sich der Stärkung der Bildung in Mexiko und der Schaffung eines besseren Verständnisses und einer besseren Zusammenarbeit zwischen Mexiko und den Vereinigten Staaten widmet. Sie ist auch Beraterin der Regierung von Nuevo León, ihrem Heimatstaat in Mexiko.  Sie ist Vorstandsmitglied verschiedener Organisationen und Universitäten, darunter Walmex, die United States - Mexico Foundation for Science, die University of Monterrey und die TecMilenio University.

## Auszeichnungen (Auswahl)
Sie war die erste Frau, die in die Outsourcing Hall of Fame der Internationalen Vereinigung der Outsourcing-Anbieter (IAOP International Association of Outsourcing Providers) aufgenommen und von der internationalen Organisation Endeavour zur globalen Führungskraft und Unternehmerin ernannt wurde. Sie war Mitglied der B20 Task Force des Weltwirtschaftsforums für IKT und Innovation. 2007 wurde sie von dem Fortune Magazine unter den 50 mächtigste Frauen im globalen Geschäft als Rising Star ausgezeichnet. 2009 ernannte sie das CNN Expansión Magazine zu einer der mächtigsten Frauen in Mexiko.  2018 zeichnete sie Educando (ehemals Worldfund) mit dem „Education Leadership Award“ für ihre Beiträge und ihren Einfluss auf die Verbesserung der Bildung in Mexiko aus. 2019 wurde sie in die Women in Technology Hall of Fame aufgenommen.